# Ледовая разведка
Ледовая разведка — инструментальное и визуальное наблюдение за ледовой обстановкой. Разведка проводится с помощью вертолётов, самолётов, искусственных спутников Земли, судов, наземных гидрометеостанций, дрейфующих радиометеостанций.
Данные ледовой разведки используются для разработки ледовых прогнозов и обеспечения дрейфующих станций в Арктике, проводки судов во льдах, выбора пунктов высадки десанта и грузов на лёд и т. д.